# بالوما كوستا أوليفيرا
بالوما كوستا أوليفيرا طالبة برازيلية في القانون، وخبيرة اجتماعية بيئية، وناشطة في رياضة الدراجات، ومعلمة مناخية، ومحفزة للشباب. وهي واحدة من قادة المناخ السبعة (الذين تتراوح أعمارهم بين 18 و 28 عامًا) الذين عينهم الأمين العام للأمم المتحدة أنطونيو غوتيريس في مجموعة استشارية للشباب بشأن العمل العالمي لمعالجة أزمة المناخ وتجنب تغير المناخ.

## نشاطها
في عام 2019، ألقت بالوما، جنبًا إلى جنب مع الناشطة غريتا ثونبرج، خطابًا في افتتاح قمة العمل المناخي في مدينة نيويورك. ووجه الخطاب انتقادات لبيانها «لسنا بحاجة للصلاة، نحن بحاجة إلى فعل»، وهو ما فهمه البعض على أنه غير ديني. وأوضحت أن «وجهة نظري هي أنه لا جدوى من الاستمرار في نشر #prayforamazonia على تويتر، مع عدم التوقف عن أكل اللحوم الناتجة عن إزالة الغابات». شعرت كوستا بالإيجابية تجاه هذه التجربة، لكنه خيب الأمل بشكل عام: «ليس هناك أي التزام... لا شيء أثر في قلبي حقًا» ذكرت أنها تحدثت لفترة وجيزة مع أنجيلا ميركل وميشيل باتشيليت، بينما لم يكن هناك ممثلون من إدارة بولسونارو في بلدها على استعداد لاعطاءها فرصة لإجراء محادثة.
في مقابلة، صرحت كوستا بأنها لن تعمل «مقابل كل الأموال الموجودة في العالم» لصالح شركة تسهل إزالة الغابات في منطقة الأمازون. علاوة على ذلك، قررت التوقف عن تناول اللحوم بمجرد أن علمت بالعلاقة بين سلسلة توريد لحوم البقر وإزالة الغابات. وتقول أيضًا إنها تستخدم دراجة في تنقلاتها اليومية كلما أمكنها ذلك، وكذلك للذهاب إلى الحفلات في بعض الأحيان.
كوستا هي طالب تبادل سابق في جامعة تشيلية وكان متدربًا لدى المحكمة العليا في تشيلي. وهي مرتبطة بالمعهد الاجتماعي البيئي (المعهد الاجتماعي البيئي)، ومنظمة Engajamundo بقيادة الشباب، ومشروع Ciclimáticos ، الذي شاركت في تأسيسه وحركة FreeTheFuture.